# Aeroportul Karanambo
Aeroportul Karanambo (IATA: KRM, ICAO: SYKR) este un aeroport din Upper Takutu-Upper Essequibo, Guyana.
Situat la o altitudine de 92 m, aeroportul dispune de o singură pistă.